# Rodalia de València

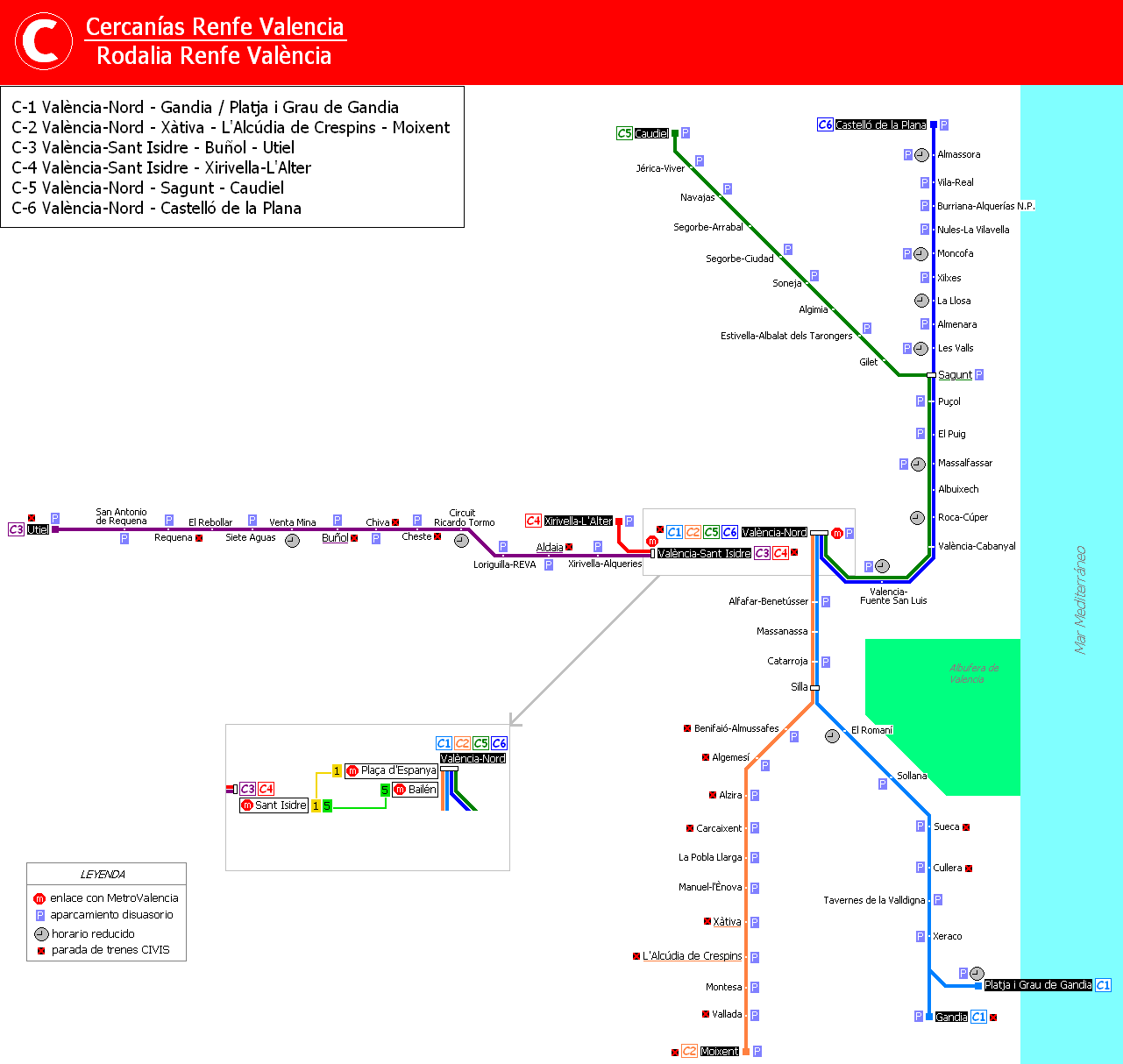
Plànol esquemàtic de la xarxa de Rodalia València entre el 5 d'abril de 2008 i el 2 de juliol de 2016 en què l'estació de València - Sant Isidre era terminal i s'havia de realitzar la connexió amb la resta de línies mitjançant metrovalència

El servei de Rodalia València està format per sis línies, sumant un total de 252 km de vies fèrries i 66 estacions. Cinc de les línies tenen el seu origen a l'estació terminal de València-Nord i una té la seua capçalera provisional des del 5 d'abril de 2008 en la nova estació de València-Sant Isidre, que reemplaça a l'antiga estació de Vara de Quart.
El 15 de febrer de 2015 es va introduir una targeta xip anomenada Renfe & Tu, substituint als suports habituals de banda magnètica. El seu cost és de un euro (1€), són de durada il·limitada i poden ser adquirides en qualsevol de les estacions. Aquest mateix dia va entrar en marxa el Bonotren de deu viatges.

## Història
Des del 2008 fins al 2018, la línea C-2 va perdre 6.000 usuaris.

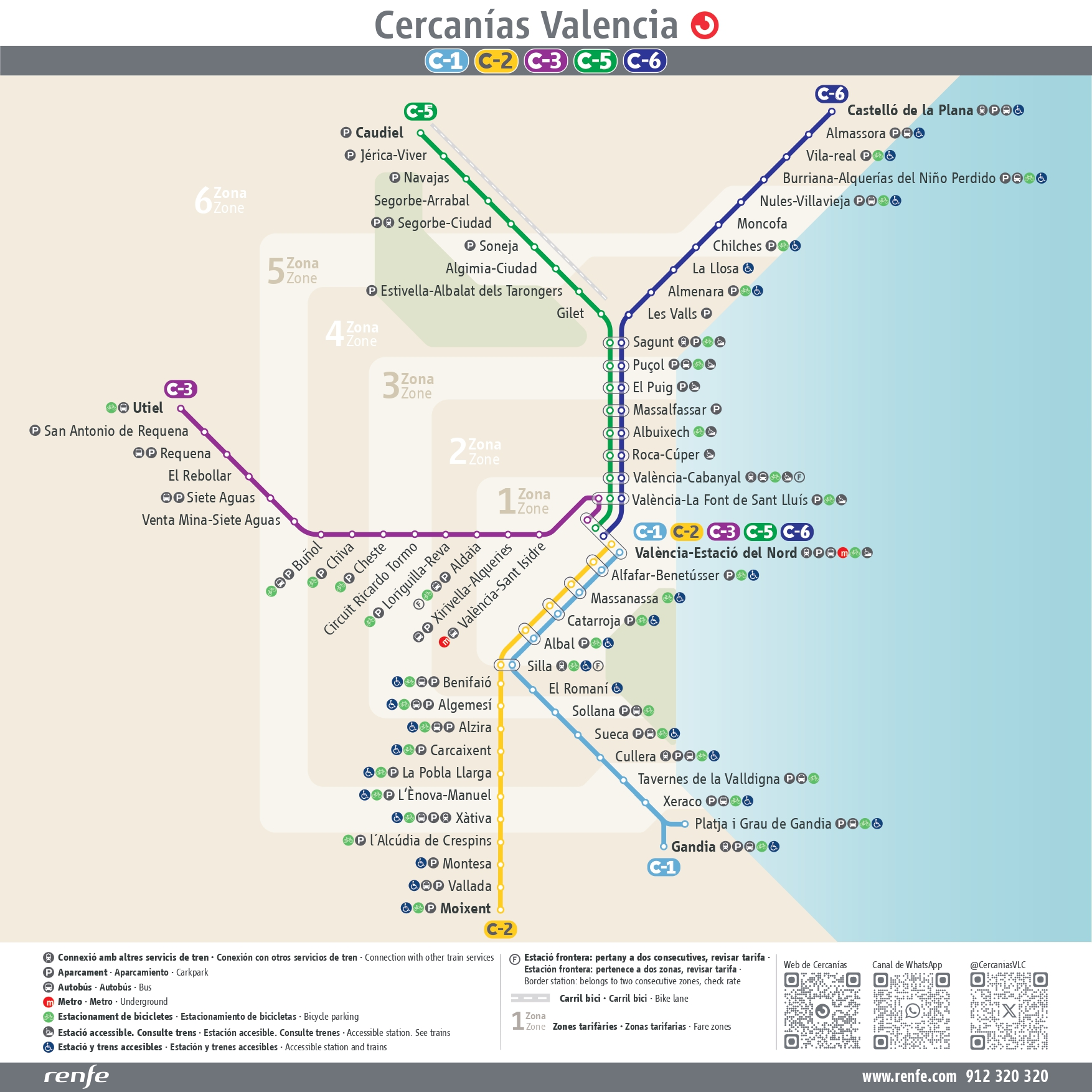
pla de la xarxa de rodalia valència actualment

El 2010 es va tancar el tram entre l'Alcúdia de Crespins i Moixent. El servei de tren fou substituït mitjançant autobusos.
El "2015 es va eliminar el descompte del 20% per la compra del bitllet d'anada i tornada, de manera que costa el mateix que dos bitllets senzills".
Des del 2016, polítics del govern valencià han proposat que es transferiren les competències de gestió. Així, "el president Ximo Puig va anunciar el 2016 que demanaria al Ministeri de Foment el traspàs de competències" i el 2019 ho va fer Compromís.
En maig de 2018 l'associació Cocemfe CV denuncià a Renfe per no prestar suficients serveis al col·lectiu de discapacitats, aconseguint que la Fiscalia Provincial de València interposara dos demandes contra Renfe i dies després un usuari discapacitat físicament amb cadira de rodes va protestar perquè esperava hores per viatjar de València a Cullera en un tren adaptat a la seua situació física encadenant-se. Aquesta protesta se situa en el context que Renfe té un pla d'accessibilitat i afirma que els seues trens tenen aquesta adaptació, però el Levante-EMV publicà el 2017 que Renfe incompleix la seua promesa, car no hi ha cap comboi de la línea C-3 adaptat i l'estación de Bunyol tampoc està adaptat.
El novembre de 2018 els usuaris de Rodalia entre València i Castelló es van queixar a la Unió de Consumidors de Castelló pels ajornaments i cancel·lacions diaris que patien junt a un preu que no es correspon a la qualitat del servei. Aquesta situació que no és puntual, no havia canviat malgrat el canvi de govern central (del president de govern Mariano Rajoy a Pedro Sánchez) ni de la Generalitat Valenciana (amb l'entrada al poder de Compromís i PSPV).
Des de 2006 fins al 2018, el servei va perdre quasi deu milions de passatgers sense tindre pèrdues d'ingressos per l'augment del preu del bitllet. Els motius foren l'empitjorament de la qualitat del servei: cancel·lacions (el que més n'ha tingut de tot l'estat), retards (provocats per avaries o per la gestió de l'operadora) i l'allargament del temps dels viatges (el 2011 tardava menys temps que el 2018). La causa d'aquesta mala qualitat del servei es troba en el finançament insuficient i per al cas del viatge València-Castelló, la causa és la inauguració d'un servei AVE per a unes vies ja saturades.
El gener de 2019 va tindre visibilitat als mitjans de comunicació per primera vegada la plataforma d'usuaris Indignats amb Renfe. Indignats amb Renfe va sorgir com a reacció a la mala qualitat del servei caracteritzada per incerteses en la seua prestació, supressions i ajornaments de viatges i les avaries. La línia C-3 és la que rep principalment les queixes dels usuaris afectats. Les queixes dels usuaris d'aquesta línia van rebre la comprensió i suport de la rectora de la Universitat Jaume I. La plataforma impulsà la presentació de mocions als ajuntaments dels usuaris afectats demanant al govern i parlament espanyols que hi facen alguna cosa. També contactaren amb distints partits polítics valencians.
El febrer de 2019 el Ministre de Foment, José Luis Ábalos, va compadèixer per parlar de les incidències que ocorren a Rodalia València. Va dir que hi havia inversions establides al Pressupost General de l'Estat per al 2019. Aquestes inversions no estaven concretades.
El maig de 2019 el servei entre l'Alcúdia de Crespins i Moixent (tram de la línia C2) va ser recuperat després de nou anys tancat. La Plataforma Ciutadana 'Duguem el tren a Moixent' denuncià que durant diversos caps de setmana el tren no arribava fins al final, parant a l'Alcúdia de Crespins i substituint el servei en tren pel taxi.
L'11 de febrer de 2025 s'inaugurarà la nova estació Albal que forma part de les línies C1 i C2 de Rodalia.

## Línies i estacions
Les cinc línies que conflueixen en l'estació del Nord ixen en direcció sud, i abans d'eixir de València les línies C-3, C-5 i C-6 cap a l'est mentre la C-1 i C-2 continuen en direcció sud fins a arribar a l'estació de Silla, on es bifurquen, i segueixen cadascuna la seua ruta. La línia C-4 parteix actualment cap a l'oest directament des de la seua terminal provisional. Les línies C-5 i C-6 se separen en l'estació de Sagunt, i comparteixen vies fins a ella encara que no realitzen les mateixes parades.
Aquesta xarxa usa les següents vies de la xarxa d'ADIF:
- Línia València-Tarragona del Corredor Mediterrani entre València-Nord i Castelló de la Plana.
- Línia València-L'Enzina del Corredor Mediterrani entre València-Nord i Moixent.
- Línia Silla-Gandia.
  - Branc Gandia-Grau.
- Línia València-Saragossa entre València-Nord i Caudiel.
- Línia Madrid-Conca-València entre València-Sant Isidre i Utiel.
  - Branc a Xirivella-L'Alter.

| Línia | Recorregut                                                       |
| C-1   | València-Nord · Silla · Gandia / Platja i Grau de Gandia         |
| C-2   | València-Nord · Silla · Xàtiva · l'Alcúdia de Crespins · Moixent |
| C-3   | València-Nord · Aldaia · Bunyol · Utiel                          |
| C-4   | València - Sant Isidre · Xirivella-l'Alter                       |
| C-5   | València-Nord · Sagunt · Caudiel                                 |
| C-6   | València-Nord · Sagunt · Castelló de la Plana                    |
| ER-02 | Castelló de la Plana · Vinaròs                                   |

Mapes de rodalies de València respecte del País Valencià i la zona metropolitana de València.

## Bitllets

### Suports

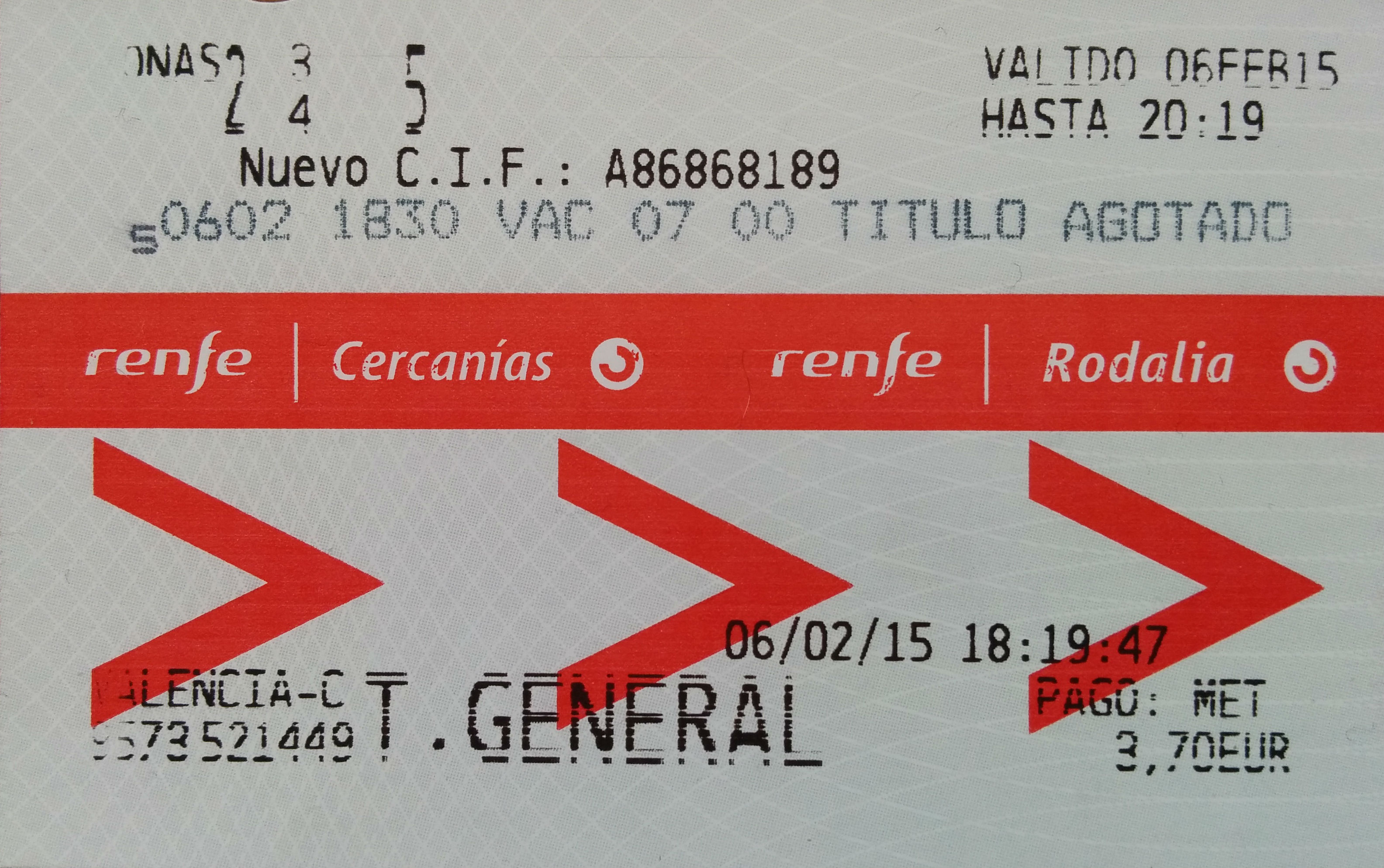
Bitllet senzill de cartó

- Renfe & Tu,[15] una targeta xip o targeta intel·ligent en la seua versió de targeta sense contacte (TSC), recomanat per a viatgers freqüents. Ofereix un accés més ràpid i àgil, en existir major velocitat de validació per a entrar o eixir de l'andana. A més, ofereix una major fiabilitat i comoditat per al viatger, en ser una targeta recarregable i en facilitar la seua reposició davant la possible pèrdua de la targeta.
- SUMA són els nous títols de l'Autoritat del Transport Metropolità de València (ATMV) que permeten viatjar amb una mateixa targeta per l'àrea tarifària integrada de ATMV utilitzant Metrovalencia, EMT, Renfe Rodalia i MetroBus, així com el transport urbà d'alguns municipis (Paterna i Sagunt). Aquest nou títol permet, a més, fer un transbord gratuït entre diferents mitjans de transport o entre dues línies diferents d'EMT, de MetroBus o de l'operador urbà de Paterna o Sagunt.

### Tarifes
- Senzill. Vàlid per a un viatge durant les dues hores següents a la seua expendició.
- Anada i tornada. Un viatge d'anada i un altre de tornada, de dilluns a divendres, excepte festius.
- Abonament recurrent. Títol personal. Vàlid durant un trimestre (gener-abril, maig-agost, septembre-desembre) i gratuït.
  - Bonotren de deu viatges.
  - Abonament mensual. Títol personal. Vàlid per a dos viatges diaris (un d'anada i un altre de retorn) durant un mes,
  - Abonament mensual il·limitat. Títol personal. Viatges il·limitats durant un mes.
  - Abonament estudi. Vàlid tots els dies durant un trimestre natural en període lectiu.

### Preus
| Zones travessades | Billet senzill (€) | Anada i tornada (€) | Abonament mensual (€)                                              |
| ----------------- | ------------------ | ------------------- | ------------------------------------------------------------------ |
| 1                 | 1,80               | 2,45                | De 6 a 15 anys, gratuït De 16 a 25 anys, 10€ Des dels 26 anys, 20€ |
| 2                 | 2,05               | 2,85                | De 6 a 15 anys, gratuït De 16 a 25 anys, 10€ Des dels 26 anys, 20€ |
| 3                 | 2,65               | 4,15                | De 6 a 15 anys, gratuït De 16 a 25 anys, 10€ Des dels 26 anys, 20€ |
| 4                 | 3,70               | 5,60                | De 6 a 15 anys, gratuït De 16 a 25 anys, 10€ Des dels 26 anys, 20€ |
| 5                 | 4,35               | 6,55                | De 6 a 15 anys, gratuït De 16 a 25 anys, 10€ Des dels 26 anys, 20€ |
| 6                 | 5,80               | 8,75                | De 6 a 15 anys, gratuït De 16 a 25 anys, 10€ Des dels 26 anys, 20€ |

### Descomptes
- Xiquets. Menors de sis anys podran viatjar gratuïtament, sempre que no ocupen plaça, fins a un màxim de 2 menors per adult.
- Grups. Han de viatjar més de 10 persones el mateix tren amb el mateix origen i destinació.
  - Fins a 11 anys complits: 50% descompte.
  - Majors de 12 anys: 30% de descompte, 40% en viatges d'anada/tornada.
- Targeta daurada. Reducció del 40% en el preu del viatge senzill o d'anada i retorn. Les persones amb minusvalideses del 65 per cent o més, poden anar amb un acompanyant que viatjarà amb el mateix descompte.
- Família nombrosa. Descompte sobre el preu del bitllet senzill del 20% per a la CATEGORIA GENERAL i del 50% per a la CATEGORIA ESPECIAL.

## ServeisCivis
Els Civis són trens de rodalia semidirectes que operen a les línies 1,2 i 6, on els trens només s'aturen a les estacions més importants. Generalment operen en horari punta de matí cap a València i en horari de vesprada des de València.

## Estacions principals
- Estació de Castelló de la Plana
- Estació de Gandia
- Estació del Nord (València)
- Estació de Sagunt
- Estació de Xàtiva (ferrocarril)